# LMBT állam- és kormányfők listája
Ezen az oldalon olyan leszbikus, meleg, biszexuális és transznemű (LMBT) állam- és kormányfők szerepelnek, akik nyilvánosan felvállalták szexuális irányultságukat vagy nemi identitásukat, illetve akiknek nemi identitása vagy szexuális irányultsága ismert és nem vitatott a történészek által.

## Államfők
| Név              | Portré | Ország     | Hivatal                    | Párt          | Hivatal kezdete  | Hivatal vége     | Hivatali idő | Szexuális irányultság / nemi identitás |
| ---------------- | ------ | ---------- | -------------------------- | ------------- | ---------------- | ---------------- | ------------ | -------------------------------------- |
| Paolo Rondelli   |        | San Marino | San Marino régenskapitánya | RETE Mozgalom | 2022. április 1. | 2022. október 1. | 183 nap      | meleg                                  |
| Edgars Rinkēvičs |        | Lettország | Lettország elnöke          | Egység        | 2023. július 8.  | hivatalban       |              | meleg                                  |

## Kormányfők
| Név                    | Portré             | Ország        | Hivatal                       | Párt                       | Hivatal kezdete   | Hivatal vége        | Hivatali idő  | Szexuális irányultság / nemi identitás |
| ---------------------- | ------------------ | ------------- | ----------------------------- | -------------------------- | ----------------- | ------------------- | ------------- | -------------------------------------- |
| Jóhanna Sigurðardóttir |                    | Izland        | Izland miniszterelnöke        | Szociáldemokrata Szövetség | 2009. február 1.  | 2013. május 23.     | 4 év, 111 nap | leszbikus                              |
| Elio Di Rupo           |                    | Belgium       | Belgium miniszterelnöke       | Szocialista Párt           | 2011. december 6. | 2014. október 11.   | 2 év, 309 nap | meleg                                  |
| Xavier Bettel          |                    | Luxemburg     | Luxemburg miniszterelnöke     | Demokrata Párt             | 2013. december 4. | 2023. november 17.  | 9 év, 347 nap | meleg                                  |
| Leo Varadkar           |                    | Írország      | Taoiseach                     | Fine Gael                  | 2017. június 14.  | 2020. június 27.    | 3 év, 13 nap  | meleg                                  |
| Leo Varadkar           | 2022. december 17. | Írország      | Taoiseach                     | Fine Gael                  | 2024. április 9.  | 1 év, 114 nap       |               | meleg                                  |
| Ana Brnabić            |                    | Szerbia       | Szerbia miniszterelnöke       | Szerb Haladó Párt          | 2017. június 29.  | 2024. március 20.   | 6 év, 265 nap | leszbikus                              |
| Xavier Espot Zamora    |                    | Andorra       | Andorra miniszterelnöke       | Demokraták Andorráért      | 2019. május 16.   | hivatalban          |               | meleg                                  |
| Gabriel Attal          |                    | Franciaország | Franciaország miniszterelnöke | Reneszánsz                 | 2024. január 9.   | 2024. szeptember 5. | 240 nap       | meleg                                  |